# ببغاء ليلي
ببغاء ليلي ؛ ببغاء الليل (الأسم العلمي: Pezoporus occidentalis) هو ببغاء صغير يستوطن قارة أستراليا. ومن المعروف أنه واحد من أكثر الطيور المراوغة والغامضة في العالم، لعدم وجود مشاهد مؤكدة للطيور بين عامي 1912 و 1979، أدى إلى تكهنات بأنه انقرض. كانت المشاهد منذ عام 1979 نادرة للغاية، وحجم الطيور غير معروف، على الرغم من قلة السجلات، يُعتقد أن عددها يتراوح بين 50 و 249 فردًا ناضجًا، ويتم تصنيفه من قبل IUCN على أنها من الأنواع المهددة بالانقراض.
تم تأكيد أول دليل فوتوغرافي وفيديو لطير حي في يوليو 2013. بعد سبعة عشر ألف ساعة في المجال على مدى 15 عامًا من البحث، التقط مصور الحياة البرية جون يونغ عدة صور ومقطع فيديو مدته 17 ثانية للطيور في غرب كوينزلاند. وجد جون يونج فيما بعد أنه استخدم ريشًا وبيضًا مزيفًا إلى جانب التسجيلات المحفوظة للطيور في معظم أعماله في كوينزلاند وجنوب أستراليا. وقد وصفت النتائج التي توصل إليها «أخبار وهمية» من قبل نظرائه. في أغسطس 2015، تم الإعلان عن علامات وتتبع فرد حي من قبل عالم الطيور على وسائل الإعلام الأسترالية. تم تصوير طيور آخرين في كوينزلاند في أواخر عام 2016، وسجلت مشاهد في غرب أستراليا وجنوب أستراليا.

## التصنيف
وصف عالم الطيور جون غولد الببغاء الليلي في عام 1861، تم جمعها على بعد 13 كم جنوب شرق جبل فارمر، غرب بحيرة أوستن في غرب أستراليا. لقبها المحدد هو لاتيني occidentalis «غربي». تم وضع النوع في الأصل ضمن جنسه الخاص (Geopsittacus) بواسطة جولد، على الرغم من أن الإجماع سرعان ما تأرجح لصالح وضعه في ببغاوات أرضية (Pezoporus). قام جيمس موري بتشريح عينة، ملاحظًا أنها كانت متشابهة جدًا في علم التشريح والريش لببغاء الأرض. كان غولد قد افترض وجود علاقة مع كاكابو بناءً على تشابه الريش، لكن موري خلص إلى أنهما كانا مختلفين بشكل ملحوظ من الناحية التشريحية. على الرغم من علاقته الوثيقة بببغاء الأرض، إلا أن وضعه في جنس ببغاء الأرض غير مؤكد، حيث تركته بعض المؤلفات في جنسه الخاص، حيث كانت البيانات الخاصة ببغاء الليل محدودة للغاية. أكدت دراسة جزيئية أجريت عام 1994 باستخدام السيتوكروم ب للعديد من أنواع الببغاء العلاقة الوثيقة بين الأصناف والإجماع على وضعها في ببغاء الأرض. وكشفت أيضًا أن كاكابو لم يكن قريبًا من ببغاء الأرض. أظهر تحليل تسلسل الحمض النووي للميتوكوندريا والنووي في دراسة أجريت عام 2011 أن الببغاء الليلي على الأرجح تباعد عن سلف الببغاوات الأرضية الشرقية والغربية منذ حوالي 3.3 مليون سنة.
تشمل الأسماء الشائعة البديلة ببغاء النيص، وبراكيت أرضي ليلي، وكوكاتو منتصف الليل، سوليتير، ببغاء سبينيفكس وبراكيت ليلي.

## الوصف
وهو ببغاء صغير نسبيًا وقصير الذيل، لونه غالبًا أخضر مُصفر ومُرقط باللون البني الداكن والأسود والأصفر. كلا الجنسين لهما هذا التلوين. يتميز عن نوعي الببغاء الأرضي المتشابهين ظاهريًا من خلال ذيله الأقصر ونطاقه وموطنه المختلفين. غالبًا ما يكون أرضيًا، ولا ينطلق إلى الهواء إلا عندما يصاب بالذعر أو يبحث عن الماء، فإن ببغاء الليل لديه عادات خفية وليلية، وحتى عندما يكون وفيرًا، يبدو أنه من الأنواع السرية للغاية. يبدو أن موطنه الطبيعي هو عشب حشيشة النيص الذي لا يزال يهيمن على جزء كبير من المناطق الداخلية الأسترالية الجافة والمتربة؛ تشير التقارير المبكرة الأخرى أيضًا إلى أنه لم يبتعد أبدًا عن الماء. قد يسكن أيضًا شجيرات تشينوبود وغابات الأوكالبتوس وشجيرات مالي. تم وصف إحدى أصوات الببغاء الليلي على أنها نقيق وتم تحديدها على أنها نداءات تواصل. تم تسجيل نداءات أخرى، معظمها صفارات «دينغ دينغ» قصيرة، وصفارة أطول، من كوينزلاند وأستراليا الغربية.

## في الحفظ
حجم عشيرة هذا النوع غير معروف، ولكن من المفترض أن يستمر في الانخفاض. اعتبارًا من أغسطس 2020، تم إدراجه في القائمة الحمراء IUCN على أنه معرض للخطر، بعد أن تم إدراجه سابقًا على أنه معرض للخطر بشكل كبير. وفقًا للقائمة الحمراء للاتحاد الدولي لحفظ الطبيعة، يبلغ تعداد الببغاء الليلي 50-249، أو ربما أكبر. تم إدراجها على أنها مهددة بالانقراض بموجب قانون حماية البيئة والحفظ على التنوع البيولوجي لعام 1999 من قبل الحكومة الأسترالية. ولا يزال مناطق ببغاء الليل المهمة التي حددتها BirdLife International على أنها مهمة لحفظ على ببغاء الليل في غرب كوينزلاند.

## روابط خارجية
- فريق استعادة الببغاء الليلي - فريق استعادة الببغاء الليلي
- Night Parrot - المتحف الأسترالي
- مجموعة طيور الببغاء الليلية
- ليلة الببغاء . موسوعة الببغاء، World Parrot Trust
- ليلة ببغاء Pezoporus occidentalis . صحيفة حقائق عن BirdLife ، BirdLife International

## قراءات متعمقة
- Leseberg، Nick (25 مارس 2019). "Nick Leseberg on Night Parrot research". Bush Heritage Australia. مؤرشف من الأصل (audio) في 2022-05-17.
- Weidensaul, S. (2002). The Ghost with Trembling Wings: Science, Wishful Thinking, and the Search for Lost Species, North Point Press (New York), (ردمك 0-86547-668-3), pp. 75–81.